# Вестландский буревестник
Вестландский буревестник (лат. Procellaria westlandica) — редкая морская птица семейства буревестниковых, эндемик Новой Зеландии.

## Описание
Длина тела составляет около 51 см. Вид имеет характерный крючкообразный клюв. Оперение птицы полностью чёрного цвета. У молодых птиц конец желтоватого клюва также чёрного цвета.

## Образ жизни
Птица проводит большую часть времени в южной части Тихого океана между Австралией и Южной Америкой. Птицы прилетают на сушу, только чтобы вырастить своё потомство. Единственное известное место гнездования вида находится рядом с Пунакайки на Южном острове Новой Зеландии. Птенцы появляются на свет в период с июля по август, т.е. зимой в южном полушарии. Птицы выкармливают их до ноября, а затем молодые птицы покидают колонию на следующие 7 лет. Зимой у Пунакайки можно иногда наблюдать стаи этих птиц, когда они возвращаются с поисков корма.

## Природоохранный статус
МСОП классифицирует вид как находящийся под угрозой. Численность популяции составляет около 4 000 птиц.